# Pinang Dame
Pinang Dame is een bestuurslaag in het regentschap Labuhan Batu Selatan van de provincie Noord-Sumatra, Indonesië. Pinang Dame telt 4170 inwoners (volkstelling 2010).